# Асуханов, Юсуп Рахманович
Юсуп Рахманович Асуханов (7 июня 2000, Павлодар) — казахстанский хоккеист, нападающий команды «Иртыш». Сын футболиста Рахмана Асуханова.

## Игровая карьера
Юсуп родился 7 июня 2000 года в городе Павлодаре (Казахстан). В пятилетнем возрасте начал заниматься хоккеем.
В 2014 году был приглашён в команду «Беркуты Кубани» (г. Краснодар), в 2015 году вернулся в Павлодар по приглашению своего первого тренера Р. Нурахметова в команду «Иртыш» из чемпионата Казахстана. Вскоре перешел в клуб «Астана».
Участник юношеского чемпионата мира в Латвии. Играл за «Снежных Барсов» в МХЛ. Участник молодёжного чемпионата мира 2020.
Сезон 2020/21 начинал в родном клубе «Иртыш» из Павлодара. Летом 2021 года был приглашен в хоккейный клуб "Темиртау".

## Статистика
| Легенда | Легенда                    | Легенда | Легенда                   | Легенда | Легенда    |
| ------- | -------------------------- | ------- | ------------------------- | ------- | ---------- |
| И       | Количество проведённых игр | Штр     | Штрафное время            | +/−     | Плюс-минус |
| Г       | Голы                       | П       | Голевые передачи          | О       | Очки       |
| -       | Статистика неизвестна      | —       | Статистика не учитывалась |         |            |

### Клубная
Статистика Юсупа Асуханова на клубном уровне

## Достижения
- Признан лучшим игроком матча Казахстан — Финляндия в рамках МЧМ-2020
- Признан лучшим игроком матча Казахстан — Румыния в рамках ЕвроЧелленджа
- Признан лучшим молодым игроком месяца PRO Ligasy[2]